# Димедон
Димедон (метон, диметилдигидрорезорцин) — органическое соединение, циклический 1,3-дикетон.

## Свойства
Димедон белый порошок легко растворимый в спирте, хлороформе, бензоле, и трудно растворим в петролейном эфире и воде. Димедон проявляет свойства С-Н кислоты (pKa=5,2) благодаря стабилизации образующегося аниона мезомерным влиянием соседних карбонильных групп. Из-за С-Н кислотности димедон склонен к таутомеризации. Так, например, соотношение между кетонной и енольной формами в хлороформе составляет 2:1.

## Синтез
Получают по реакции Михаэля между малоновым эфиром и окисью мезитила.

## Применение
Применяется в аналитической органической химии для определения карбонильных соединений, в основном содержащих альдегидную группу при помощи гравиметрического и титриметрического методов. Также применяется в колориметрии, кристаллографии, спектрофотометрии и люминесцентном анализе.